# آغ‌یوخوش
آغ‌یوخوش (به لاتین: Ağyoxuş) یک منطقه مسکونی در جمهوری آذربایجان است که در شهرستان گوی‌گول واقع شده است.